# Volgsysteem (plaatsbepaling)
Een volgsysteem maakt gebruik van een of andere vorm van plaatsbepaling en geeft de locatie van een persoon of voertuig/voorwerp door aan de volger (een persoon of bedrijf), bijvoorbeeld per sms of via een website, periodiek of steeds op afzonderlijk verzoek van de volger. Vaak is gps het systeem van plaatsbepaling, en spreekt men van een gps-tracker.
Voorbeelden:
- Degene aan wie een pakket is gestuurd kan via de centrale zien in welke fase van verzending het is.
- De posities van bussen, taxis, vrachtwagens, schepen, politiewagens, enz. worden bijgehouden om te zien of alles goed verloopt, en te beslissen welke het best voor een nieuwe opdracht kan worden ingezet (zie ook logistiek).
- De locatie van een persoon wordt bijgehouden om te controleren of hij zich houdt aan een locatiegebod of -verbod, en om hem te vinden als hij wegens overtreding ervan moet worden gearresteerd.
- De positie van een voertuig/voorwerp wordt doorgegeven nadat het is gestolen.
- De positie van een persoon wordt doorgegeven, ook als hij zelf geen bericht kan verzenden, bijvoorbeeld wanneer hij is ontvoerd, of in het geval van een kind of iemand die dement is.

Bij een volgsysteem van een geleid wapen gaat het om het bepalen van de relatieve positie van een doel, maar ook om het dienovereenkomstig bepalen en bijstellen van de koers.